# Белен Архона
Белен Архона (ісп. Belén Arjona; нар. 10 травня 1981, Мадрид, Іспанія) — іспанська співачка.

## Біографія
Народилася 10 травня 1981 року у Мадриді. Розпочала свій творчий шлях у 2003 році. Дебютний альбом співачки ("O te mueves o caducas") здобув популярність в Іспанії. Наступні альбоми Архони також були успішними.

## Дискографія
- 2003: O te mueves o caducas
- 2005: Infinito
- 2008: Alas en mis pies
- 2019: En grabación